# Catatemnus schlottkei
Espèce
Catatemnus schlottkei est une espèce de pseudoscorpions de la famille des Atemnidae.

## Distribution
Cette espèce est endémique du Zimbabwe. Elle se rencontre vers Makapau.

## Description
Le mâle holotype mesure 2,1 mm.

## Étymologie
Cette espèce est nommée en l'honneur d'Egon Schlottke.

## Publication originale
- Vachon, 1937 : Pseudoscorpions nouveaux des collections du Museum National d'Histoire Naturelle de Paris. (première note) Bulletin du Muséum national d'histoire naturelle, sér. 2, vol. 9, no 2, p. 129-133 (texte intégral).